# Corinna Boccacini
Corinna Boccacini (Udine, 10 marzo 1985) è un'ex snowboarder italiana.

## Biografia
Durante i XX Giochi olimpici invernali ottenne un 19º piazzamento nel gigante parallelo femminile.
Esordì nella coppa del mondo durante la stagione 2004-2005. Nel 2005 vinse la medaglia d'oro nello slalom gigante parallelo ai campionati mondiali juniores. Il 26 gennaio 2007 vinse la medaglia d'oro nel gigante parallelo delle Universiadi di Torino.
Giunse 26ª nello Slalom gigante parallelo femminile durante i XXI Giochi olimpici invernali.

## Palmarès

### Mondiali juniores
- 1 medaglia:
  - 1 oro (gigante parallelo a Zermatt 2005)

### Universiadi
- 2 medaglie:
  - 1 oro (gigante parallelo a Torino 2007)
  - 1 bronzo (gigante parallelo a Innsbruck 2005)

### Coppa del Mondo
- Miglior piazzamento nella Coppa del Mondo generale di snowboard: 29ª nel 2011
- Miglior piazzamento nella Coppa del Mondo di parallelo: 17ª nel 2008
- Miglior piazzamento nella Coppa del Mondo di slalom gigante parallelo: 25ª nel 2015
- Miglior piazzamento nella Coppa del Mondo di slalom parallelo: 29ª nel 2015